# Капи, Марсель
Марсель Капи (фр. Marcelle Capy) — это псевдоним, принятый Марсель Маркес (фр. Marcelle Marquès, 1891–1962) — французская писательница, журналистка, феминистка и активистка-пацифистка. С 1916 по 1950 год она опубликовала ряд работ, посвящённых её интересу к пацифизму. В частности, её помнят за отмеченную наградами книгу Des hommes passèrent («Прошедшие мимо мужчины»), опубликованную в 1930 году. Как журналист, она участвовала во многих газетах, особенно в La Vague, соучредителем которой она была в 1918 году. В начале 1930-х годов она была активным членом Ligue Internationale des Combtants de La Paix (Международная лига борцов за мир).

## Ранние годы и образование
Эжени Мари Марсель Маркес родилась 16 марта 1891 года в Шербуре и была второй дочерью морского офицера Жана Маркеса и его жены Марселин Капи. В детстве она часто оставалась со своими бабушкой и дедушкой по материнской линии на их ферме в Прадине на юго-западе Франции. Она узнала о тщетности войны от своего деда, который участвовал во франко-прусской войне. Она так сблизилась со своими бабушкой и дедушкой, что приняла их имена, став Марсель Капи.
Она училась в средней школе в Тулузе, поступив в неё с отличными результатами. Всё ещё в Тулузе, намереваясь стать учителем, она продолжила ходить на подготовительные курсы в École normale superieure de Sèvres, но, прослушав лекцию о Толстом политика-социалиста Жана Жореса, когда ей было 18 лет, она решила вместо этого стать журналисткой в Париже. С тех пор дело её жизни заключалось в том, чтобы ориентироваться на пацифизм, роль женщин в современном обществе и гуманитарный социализм, направленный, в частности, на страдания и бедность.

## Карьера
Вскоре она стала публиковать статьи в ряде журналов, включая La Voix des Femmes, Journal du peuple и Hommes de jour. С сентября 1913 года её статьи в профсоюзной газете Bataille syndicaliste освещали ужасные условия, в которых находились женщины, работающие на ткацких фабриках Франции, на основе её собственного опыта работы рядом с ними. В августе 1915 года вместе со своим партнёром Фернаном Депре она была вынуждена покинуть Bataille syndicaliste, которая во время Первой мировой войны поддержала проправительственный Священный союз, в то время как пара оставалась ярыми пацифистами.
Продолжая писать журнальные статьи, в 1916 году Капи опубликовала свою первую крупную работу Une voix de femme au haut de la mélée («Голос женщины в схватке») с предисловием Ромена Роллана, критикующую славу войны и героизм солдат. В период Первой мировой войны произведение подверглось жёсткой цензуре. Затем последовали аналогичные работы, в том числе «Защита жизни» (1918) и «Королевская любовь» (1925), последняя сочетала её неохристианские убеждения с её акцентом на пацифизм.
Её самой успешной работой стал роман «Прошедшие мужчины», удостоенный премии Северин в 1930 году. В нём рассказывается история немецких заключённых, работающих на французских фермах после того, как местную рабочую силу призвали на фронт. Роман является призывом к братству, а действие его происходит в Прадине, где Капи провела большую часть своего детства.
Компетентный оратор, она участвовала в конференциях в Европе, США и Канаде. В 1924 году она основала пацифистскую образовательную ассоциацию под названием Les Amis de la Paix и посетила конференцию Международного женского союза за мир и свободу в Вашингтоне, округ Колумбия. В 1926 году она выступила на конференции Femmes pour la Paix et la Liberté в Женеве.
Она продолжала работать журналисткой, но в 1943 году нацисты объявили её коммунисткой, а её дом в Прадине подвергся обыску. Вернувшись в Париж, в 1944 году она работала в пацифистском журнале «Жерминаль», где писала статьи, представляющие интерес для людей. После войны она поехала в Египет со своей сестрой Жанной Маркес, опубликовав «Египет в сердце мира» в 1950 году.

## Последующие годы
В конце 1950-х она вернулась в свой дом в Прадин. Она умерла там 5 января 1962 года; в последние годы жизни стала набожной христианкой. Марсель Капи похоронена со своими родственниками по материнской линии на кладбище Прадина.